# Jana Lahodová
Jana Lahodová (n. 4 iunie 1957, Hradec Králové, Hradec Králové Region⁠(d), Cehoslovacia – d. 15 octombrie 2010) a fost o sportivă ce a reprezentat Cehoslovacia, medaliată olimpică. A participat la o ediție a Jocurilor Olimpice (1980) în care a câștigat o medalie de argint.

## Participări
Lista de mai jos prezintă principalele competiții la care a participat Jana Lahodová de-a lungul carierei.
- Hokkei na trave na letnih Olimpiiskih igrah 1980[*]